# San Miguel de Laciana
San Miguel de Laciana era una localidad española que desde 1957 forma parte del núcleo urbano de Villablino, en la provincia de León, comunidad autónoma de Castilla y León.

## Geografía

### Ubicación
| Noroeste: Orallo           | Norte: Villar de Vildas | Noreste: Sosas de Laciana |
| Oeste: Villager de Laciana |                         | Este: Villablino          |
| Suroeste Tejedo del Sil    | Sur: Villablino         | Sureste: Villablino       |

## Historia

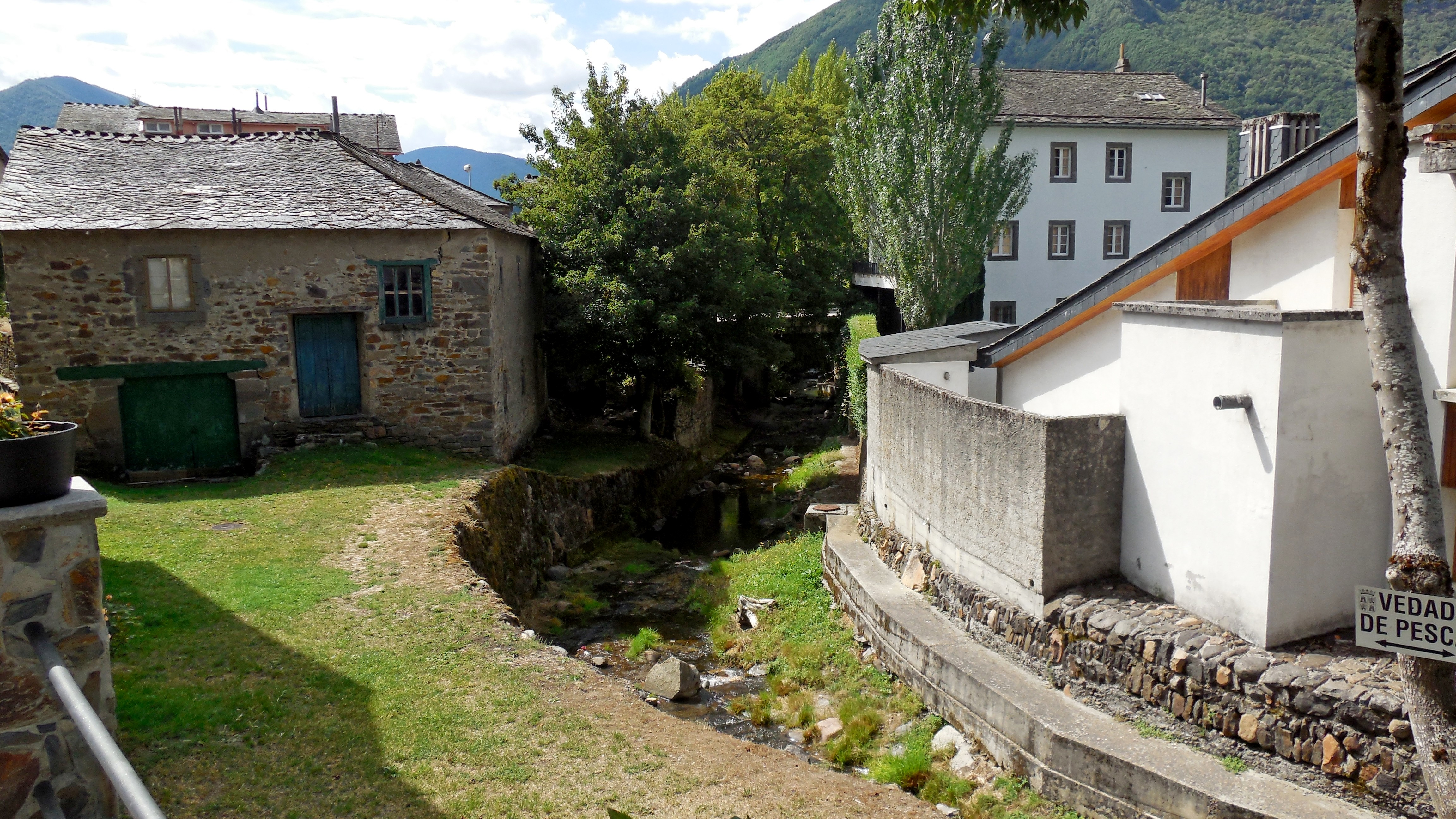
Río San Miguel

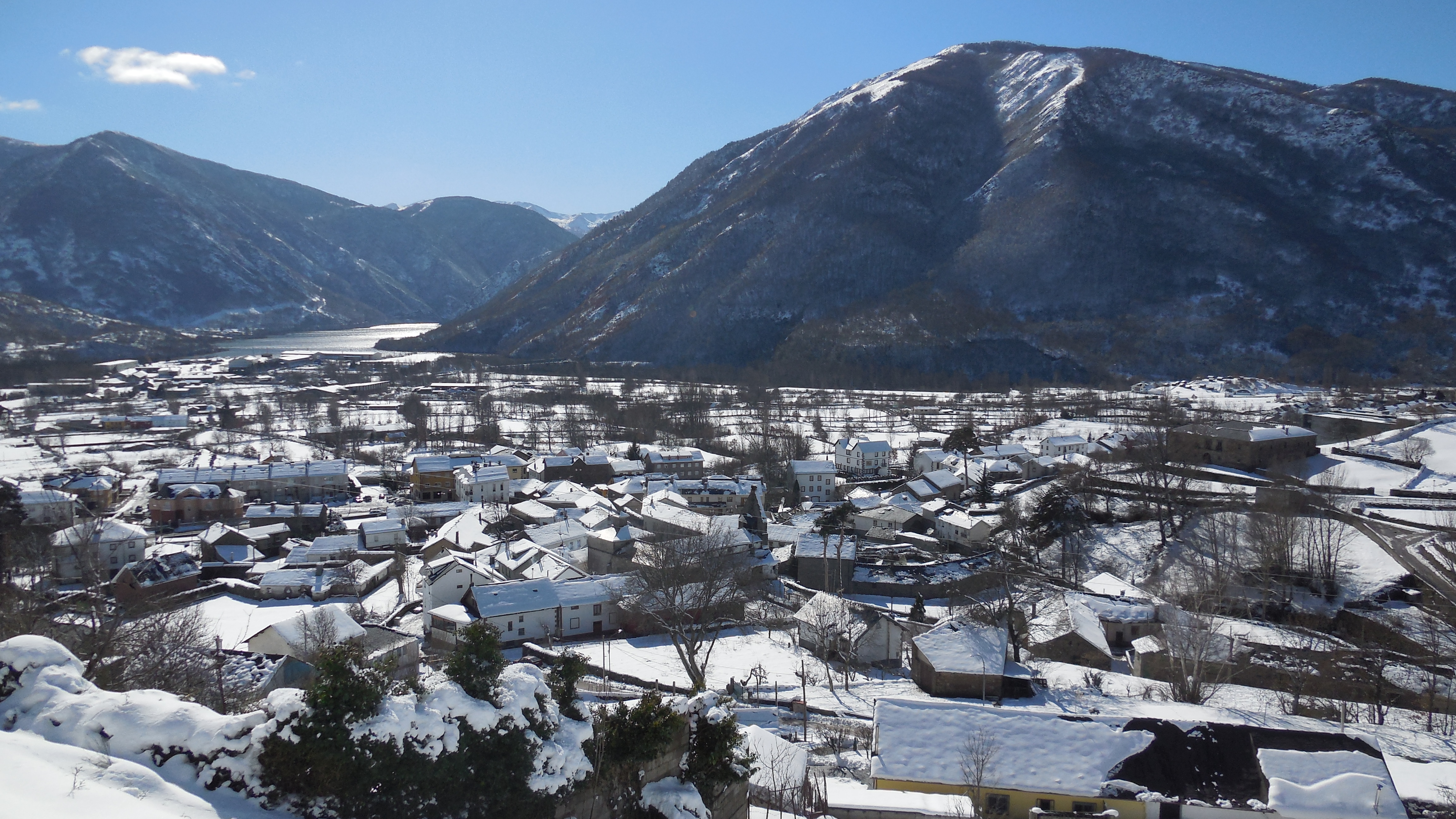
Vista invernal

El origen del lugar está en su iglesia de San Miguel. La primera cita documental está en el Libro Registro de Corias, del siglo X o principios del XI; en ella Froila Manivertiz, en 1078, dona una villa en San Miguel de Laciana al monasterio de San Juan Bautista de Corias. Para entonces ya debía estar en pie la iglesia, que funcionaría como monasterio familiar para atender las necesidades religiosas de la población afincada en torno a ella.
En el siglo XII hubo un litigio entre Munio, abad de Corias, y los herederos (patrones) del monasterio por la heredad de Godigeva de Villager, que se presentaron ante Pelayo, obispo de Oviedo, y el conde Suero Bermúdez. La sentencia estableció la división de Villager: una mitad para el monasterio de Corias y la otra mitad para la familia propietaria del monasterio de San Miguel. A finales del siglo XIV todas las parroquias del valle pertenecían al arciprestazgo de Laciana, dentro del arcedianato de Babia, en la diócesis de Oviedo. A finales del siglo XVI y principios del XVII el patronazgo de San Miguel correspondía a Velasco Pérez de Quiñones, señor de Cerredo y Degaña.
A mediados del siglo XIX, Pascual Madoz, en su Diccionario geográfico-estadístico-histórico de España y sus posesiones de Ultramar, lo sitúa en la provincia de León, partido judicial de Murias de Paredes, diócesis de Oviedo, arciprestazgo de Laciana, audiencia territorial y capitanía general de Valladolid y ayuntamiento de Villablino. Su caserío, ubicado al final de un valle regado por un afluente del Sil, se componía de unas 50 casas, escuela de primeras letras e iglesia parroquial de San Miguel —compartida con Villablino y Villager—. Describe su terreno como de mediana calidad, con producción de centeno, algo de trigo, lino, legumbres, patatas y pastos, y su cabaña ganadera se componía de vacuno, lanar y cabrío. Su población era de 56 vecinos, 230 habitantes, y celebraba una romería bastante concurrida el 29 de septiembre.
En 1896 contaba con 267 habitantes, frente a los 178 de Villablino, y era el primer pueblo de Laciana. A principios del siglo xx, su población estaba dedicada a una actividad predominantemente rural, aprovechando la riqueza de los pastos, pero la irrupción en la zona de la Minero Siderúrgica de Ponferrada, a partir de 1918, y la llegada del ferrocarril de Ponferrada en 1919, significaron un profundo cambio en la economía de la zona. En 1928 su población era de 447 habitantes y en 1957 fue anexionado a Villablino, del cual forma parte desde entonces, a pesar de la voluntad de sus habitantes, que votaron dos veces en contra en concejo público.

## Cultura

### Patrimonio
Iglesia de San Miguel Arcángel

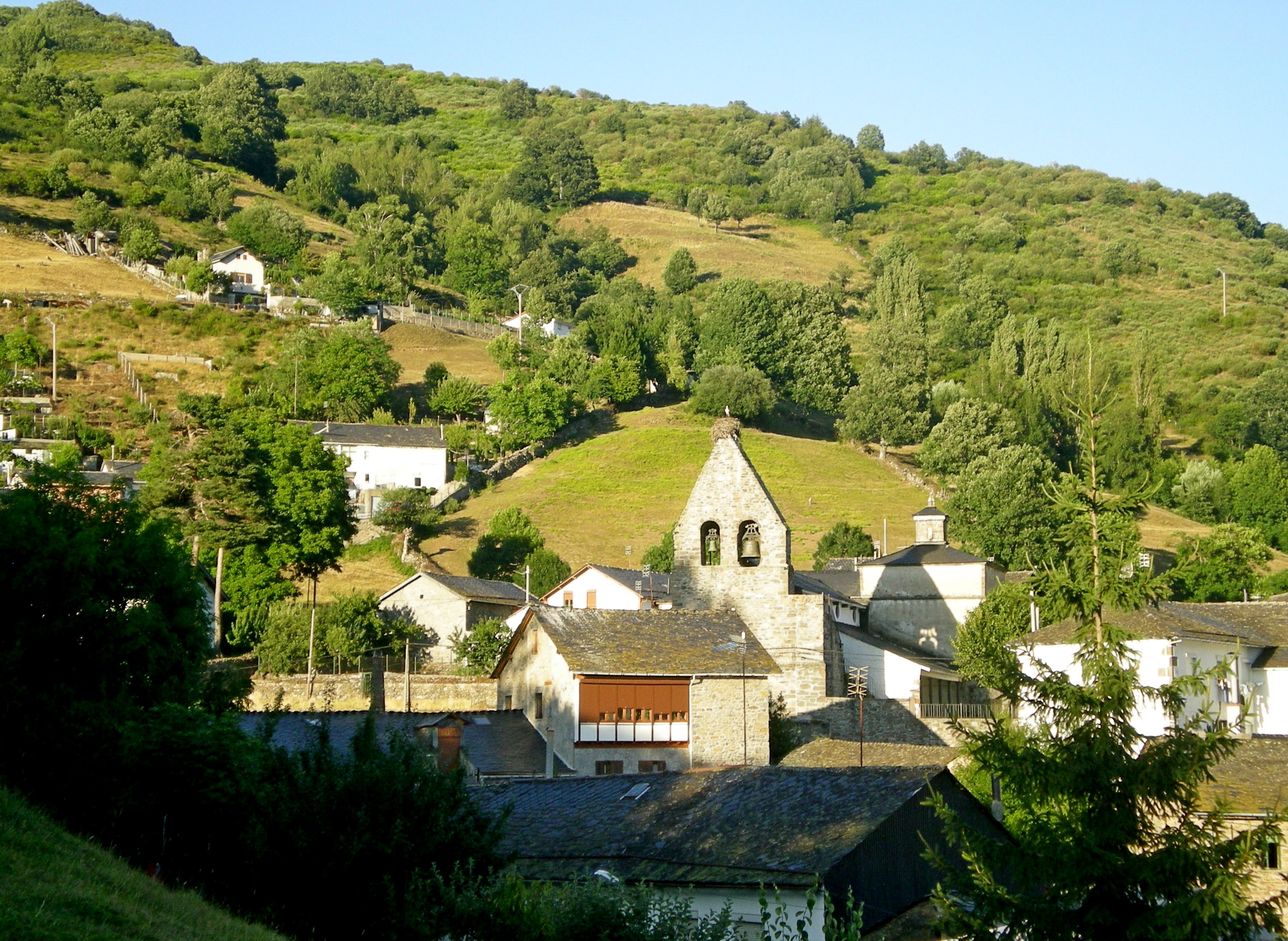
Vista de la iglesia de San Miguel

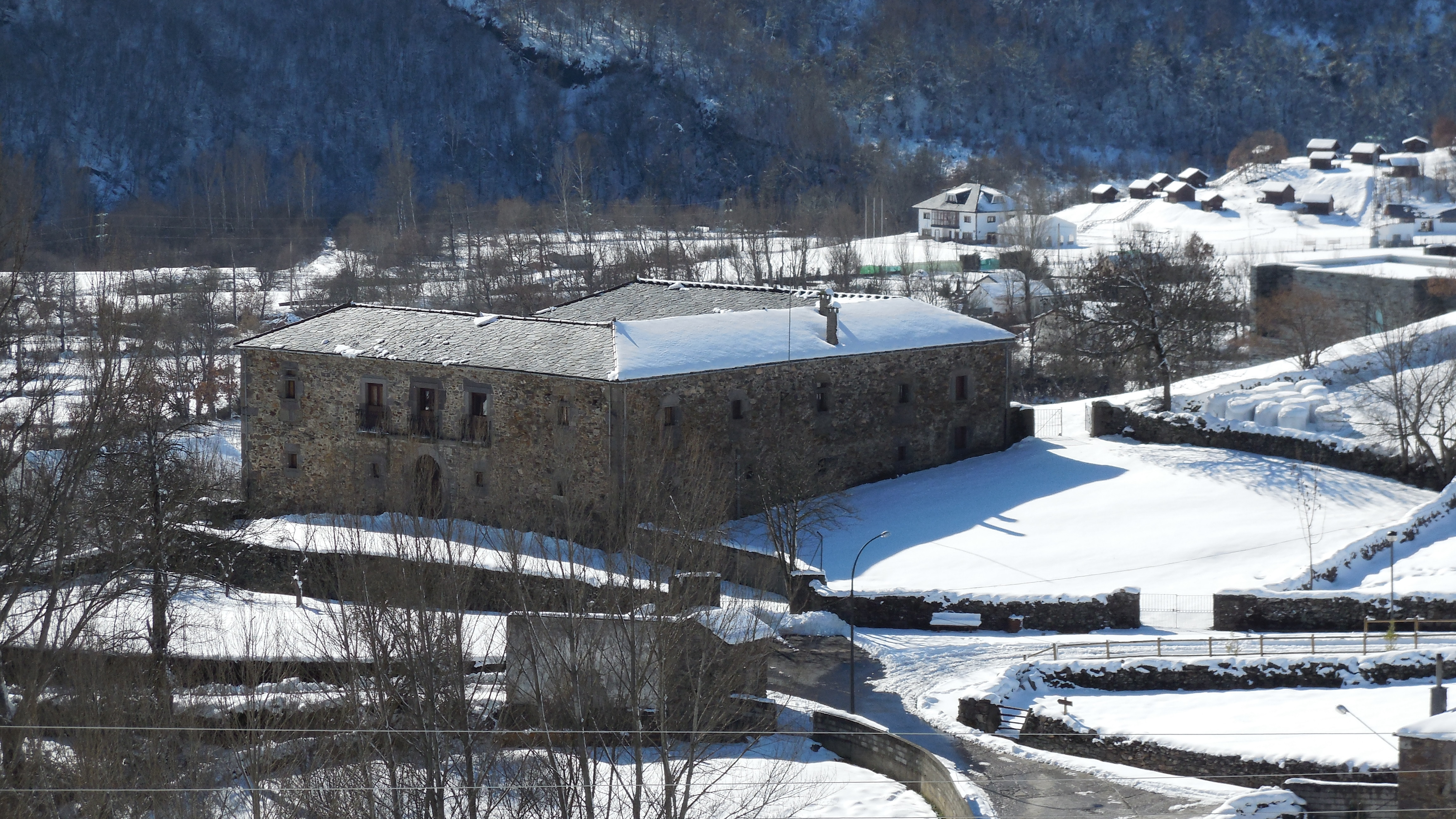
Casona de los Gancedo

Fue construida en el siglo XVII aunque ha sufrido modificaciones posteriores. Presenta tres naves divididas por dos arcadas, con dos arcos cada una. Junto a la cabecera se encuentran dos capillas, la de los Gómez y la capilla mayor. Del conjunto también destaca la espadaña, que presenta dos vanos con campanas, una de ellas llamada La Campanona. En el interior sobresale el Calvario, quizás del siglo XIII, y una imagen de la Virgen románico-gótica, cuya datación puede ser del siglo XIV.
En cuanto a la capilla de los Gómez, su escritura fundacional se fecha el 29 de julio de 1645. Se levantó en el lado del Evangelio, junto a la capilla mayor, bajo la advocación de Nuestra Señora y San Pedro Apóstol. Su construcción debió tener lugar en verano y principios de otoño de 1646, bajo la supervisión de Domingo Martínez de Palacio, maestro cantero de Noja, Cantabria.
Presenta planta rectangular, cubierta con bóveda de nervios con terceletes y ligaduras, y se conecta con la capilla mayor a través de un gran arco de medio punto. En el pavimento destacan dos lápidas: una está ocupada por Diego Gómez Pestaña y Catalina Álvarez de Lorenzana y la otra por Pedro Gómez de Lorenzana y María Álvarez de Lorenzana.
En cuanto al retablo, posee tres cuerpos y tres calles sobre un banco. La calle central está enmarcada por dos columnas corintias y se compone de tres marcos rectangulares, uno por cada cuerpo, que contienen la representación de un Crucificado, la Piedad y la Imposición de la casulla a San Ildefonso. Por su parte, en las calles laterales, a la izquierda está San Diego de Alcalá y San Pedro y a la derecha Santa Catalina de Alejandría y San Francisco.
Otros
Destaca la Casona de los Gancedo, ejemplo de las construcciones solariegas de la época, que presenta una planta en U y cuenta capilla propia, y muestras de arquitectura tradicional como algunas construcciones con cubierta de caña de centeno.

### Festividades y eventos
La mayoría de las festividades que se celebran son de carácter religioso. Así, el fin de semana más cercano al 29 de septiembre se celebra San Miguel, mientras que en torno al 13 de diciembre se festeja Santa Lucía con música, bailes y lectura de relatos en patsuezu. Hasta 2002 se celebró la que era la última feria del año, a donde acudían gentes de la comarca para comprar cerdos para el Samartino, verduras y frutos. Por su parte, el primer fin de semana de agosto tiene lugar el tradicional «Mercau Tsacianiego», durante el cual se programan diversas actividades lúdicas y culturales.

### Música
En el plano musical destaca el dúo Tsacianiegas, compuesto por las hermanas Raquel y Laura, cuyo repertorio abarca temas tradicionales del norte de León y del sur-occidente de Asturias, como jotas, garruchas o vaqueiradas. Además, en 2014 compusieron la Jota de San Miguel de Laciana, con melodía de Héctor Álvarez Collado. Comenzaron a actuar juntas en 2008, cantando bodas al estilo tradicional, y en 2010 grabaron un disco que formó parte del libro Colección de cantares de boda de Laciana, Babia y Alto Bierzo, editado por el Club Xeitu.